# راکون (راکت)

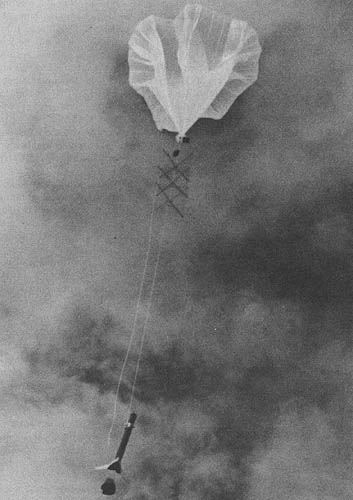
یک راکت دیکان راکون بلافاصله پس از پرتاب از روی کشتی.

راکون (انگلیسی: Rockoon؛ ترکیبی از واژه‌های راکت و بالون) یک موشک ژرفاسنج سوخت جامد است که به‌جای احتراق بی‌درنگ در زمان استقرار بر روی زمین، ابتدا با استفاده از یک بالون پر شده با گاز به اتمسفر بالایی حمل می‌شود و سپس از بالون جدا شده و فرایند احتراق آن آغاز می‌شود. این حالت امکان دستیابی به ارتفاع‌های بالاتر را به راکت می‌دهد؛ چرا که راکت نیازی به استفاده از قدرت خود برای حرکت در لایه‌هایی پایین‌تر و ضخیم‌تر جو زمین نخواهد داشت.
مفهوم اولیهٔ این نوع موشک ابتدا توسط لی لوئیس، جی. هالوورسون، اس. اف. سینگر و جیمز وان آلن و در طول سفر دریایی برای شلیک راکت آئروبی از عرشهٔ یواس‌اس نورتون ساند در ۱ مارس ۱۹۴۹ توسعه یافت.
یکی از اشکالات این طرح این است که بالون‌های بدون خلبان قابلیت فرمان‌پذیری ندارند و در نتیجه محل پرتاب موشک می‌تواند نامشخص باشد. بنابراین، برای فراهم کردن ایمنی، منطقه‌ای بزرگ برای سقوط موشک باید در نظر گرفته شود.